# علة تخفيف الضغط
علة تخفيف الضغط (بالإنجليزية: Decompression illness)‏ واختصارها "DCI"،  هي مجموعة من الأعراض الناجمة عن تخفيف الضغط عن جسم الإنسان.

## آلية حدوث علة تخفيف الضغط
هناك آلياتان مختلفتان يمكن أن يتسبب كل منهما في حدوث علة تخفيف الضغط، مما يؤدي إلى تشاركهما في مجموعة من الأعراض فيما بينهما. الآلياتان هما:

### مرض تخفيف الضغط
ينتج مرض تخفيف الضغط (DCS) بسبب الغازات الخاملة المذابة في أنسجة الجسم تحت الضغط والتي تُشكّل فقاعات أثناء تخفيف ذلك الضغط. عادة ما يصيب مرض تخفيف الضغط الغواصين تحت الماء في حال إساءة إدارة الصعود من الأعماق إلى السطح، أو الطيارين الحربيين بداخل طائرات ليس بها ضغط مناسب داخل قمرة القيادة.

### الانصمام الهوائي
الانصمام الهوائي (AGE) هو تواجد فقاعات غازية في مجرى الدم. تتواجد تلك الفقاعات الغازية في الدم بسببين:
1. إما نتيجة عن تكوّن فقاعة كنواة يتجمع فيها الغاز المذاب في الدم بعدما يخرج من السائل في صورة غازية مع انخفاض الضغط فيخرج من الدم على هيئة فقاعات صغيرة تندمج مع الفقاة النواة بحيث تكبر تلك الفقاعة.
2. أو بسبب دخول الغاز في الدم دخولا ميكانيكياً عن طريق الرئة بسبب حدوث رضح ضغطي، الذي هو تمزق قي أنسجة الرئة بسبب تمدد غاز التنفس الموجود في الرئتين أثناء عملية انخفاض الضغط

عادة ما بحدث هذا للأسباب التالية:
- أن الغواص تحت الماء يحبس التنفس أثناء صعوده إلى سطح الماء.
- أو الهروب الهواء المضغوط داخل الغواصة تحت الماء أثناء صعودها للسطح، بدون تنفيس تدريجي ملائم.
- أو انخفاض الضغط في كابينة الطائرة.
- أو أجواء أخرى واقعة تحت ضغط.

### آليات الإصابة
- راجع المقال الرئيسي «مرض تخفيف الضغط» على آلية الإصابة بعلّة تخفيف الضغط.
- راجع المقال الرئيسي «الانصمام الهوائي» على آلية الإصابة بعلّة تخفيف الضغط.

## أعراض مشتركة
كل الحالات المُسببة لمرض تخفيف الضغط يصاحبها احتمال كبير لخطر حدوث انصمام هوائي أيضا، وبما أن هناك العديد من الأعراض المشتركة بين المرضين، فإنه من الصعب التمييز بين المرضين في موقع حدوث الإصابة، ولكن الإسعافات الأولية هي نفسها لكل من الحالتين.

## العلامات والأعراض
فيما يلي جدول مقارنة العلامات والأعراض الناشئة عن كل من: مرض تخفيف الضغط  والانصمام الهوائي.
هناك العديد من العلامات والأعراض المشتركة بين المرضين، وقد يكون من الصعب تشخيص المشكلة الفعلية، ولكن في حالة الغواصين، فإن تفاصيل الغطسة يمكن أن تُفيد في التمييز بين المشكلة الأكثر احتمالية الحادثة للمريض.
يمكن الرجوع إلى تفاصيل أكثر لعلامات وأعراض مرض تخفيف الضغط (DCS) من "هذه الصفحة".
| مرض تخفيف الضغط                               | الانصمام الهوائي                       |
| العلامات                                      |                                        |
| --------------------------------------------- | -------------------------------------- |
| طفح جلدي                                      | زبد دموي من الفم أو من الأنف           |
| شلل وضعف العضلات                              | شلل أو ضعف                             |
| صعوبة في التبول                               | تشنجات                                 |
| ارتباك، تغييرات في الشخصية، سلوك غريب         | فقدان الوعي                            |
| فقدان الذاكرة، ارتجاف                         | عدم التنفس                             |
| ترنح                                          | الموت                                  |
| انهيار أو فقدان الوعي                         |                                        |
| --------------------------------------------- |                                        |
| الأعراض                                       |                                        |
| التعب                                         | دوخة                                   |
| حكة الجلد                                     | عدم وضوح الرؤية                        |
| ألم في المفاصل أو العضلات                     | تناقص الإحساس في بعض الأماكن           |
| دوخة، دوار، رنين في الأذنين                   | ألم في الصدر                           |
| خدر، وخز وشلل                                 | إرتباك، حيرة، عدم معرفة المكان والزمان |
| ضيق في التنفس                                 |                                        |

## الإسعافات الأولية
الإسعافات الأولية هي نفسها لكل من مرض تخفيف الضغط (DCS) والانصمام الهوائي (AGE):
- مراقبة استجابة المريض، مجرى الهواء، التنفس والدورة الدموية، انعاش القلب والرئتين إذا لزم الأمر.
- علاج الصدمة.
- وضع المريض على ظهره. أما في حالة النعاس، فقدان الوعي، أو الغثيان، فيوضع المريض على جانبه.
- تقديم تنفس 100٪ أكسجين للمريض في أقرب وقت ممكن.
- التماس المساعدة الطبية الفورية، حدد موقع أقرب مستشفى بها علاج بالضغط العالي (غرفة إعادة الضغط) وخطة لنقل المريض.
- السماح للمريض بشرب الماء أو سائل متساوي التوتر (isotonic) إذا كان في حالة استجابة، ومستقر، ولا يعاني من الغثيان أو آلام في المعدة. إعطاء المريض محلولاً ملحياً في الوريد هو الأفضل.
- سجّل تفاصيل الغطسة الأخيرة واستجابة المريض للإسعافات الأولية، وأعطها إلى أخصائي العلاج الطبي. يجب أن تشمل تفاصيل الغطسة الأخيرة: العمق والوقت وغاز التنفس المستخدم وفترات التواجد فوق سطح الماء.

## العلاج
قد يختلف علاج مرض تخفيف الضغط (DCS) عن الانصمام الهوائي (AGE) بشكل كبير. يمكن الرجوع إلى العلاجات لكل منهما في صفحتيهما.